# Monacos geografi
Fyrstedømmet Monaco er det næstmindste land i verden efter Vatikanstaten med et totalt areal på 1,95 km² og 4,4 km lange landegrænser. Kysten af Monaco ved Middelhavet er 4,1 km lang. Bystaten ligger 18 km øst for Nice i Frankrig og er omgivet af Frankrig på tre sider, mens Middelhavet udgør den fjerde side. Monacos maritime grænse strækker sig 22,2 km ud fra kysten. Det højeste punkt i Monaco er 161 meter over havet på sydsiden af Mont Agel, som stiger til 1.109 meter over havet i Frankrig, og som er en del af de Maritime Alper. Landet har ingen naturressourcer. 
Monaco er inddelt i fire bydele: Monaco-Ville, som er den gamle by, og som ligger på en klippe i Middelhavet, La Condamine, som er havneområdet, Monte Carlo, som er det vigtigste boligområde og Fontvieille, som er et nybygget område ved søen. 
Fyrstedømmet er kendt for det smukke og kuperede landskab og det solrige middelhavsklima med milde, våde vintre og varme, tørre somre. Middeltemperaturen i januar og februar er 8 °C og i juli og august 26 °C. 